# Sugár Andor
Sugár Andor (Budapest, 1903. március 10. – Sárvár–Auschwitz között, 1944. május) magyar festőművész.

## Életpályája
Sugár (Sonnenschein) Gyula (1870–1931) és Koricsoner Ilona (1876–1944) fiaként született. Podolini-Volkmann Artúr szabadiskolájában tanult, majd 1924-től 1927-ig ékszerkészítőként dolgozott Olaszországban sógorával, Dési Huber Istvánnal. Hazatérése után tagja lett a Szocialista Képzőművészek Csoportjának.
1931. október 12-én Budapesten feleségül vette Kalmár Katalin Ágnest, akit Sugár Kata néven tart számon a magyar fotótörténet. 1940–1943 között többször volt munkaszolgálaton, de a háború alatt is festett, rajzolt. Idegbetegségben szenvedő felesége 1943-ban öngyilkos lett. Sugár Andor a következő év februárjában feleségül vette régi ismerősét, Mauthner Zsuzsát. A német megszállás után, 1944 áprilisában feleségével együtt tartóztatták le mint kommunista felforgatót, majd a sárvári internálótáborba került. Auschwitz felé tartva halt meg, ismeretlen időpontban. Az elhalálozás időpontjául a bíróság 1944. május 15-ét állapította meg.

## Művei (válogatás)
- Partra menő, (olaj, karton 32.5 x 54 cm)
- Csendélet a KUT folyóirattal, (olaj, karton 50 x 34 cm)
- Tengerparton, (olaj, karton 32.5 x 54 cm)
- Építők, (tempera, karton 69 x 50 cm)
- 1926 Golgota, (Rézkarc, papír 11 x 15 cm)
- Fekvő nő, (szén, papír 47 x 59 cm)
- Csendélet mandolinnal, (olaj, karton 67 x 52.5 cm)